# Дірборн-Гайтс (Мічиган)
Дірборн-Гайтс (англ. Dearborn Heights) — місто (англ. city) в США, в окрузі Вейн штату Мічиган. Населення — 63 292 особи (2020).

## Географія
Дірборн-Гайтс розташований за координатами 42°20′8″ пн. ш. 83°17′20″ зх. д. / 42.33556° пн. ш. 83.28889° зх. д. (42.335671, -83.288832).  За даними Бюро перепису населення США в 2010 році місто мало площу 30,44 км², з яких 30,41 км² — суходіл та 0,02 км² — водойми.

## Демографія
Згідно з переписом 2010 року, у місті мешкали 57 774 особи в 22 266 домогосподарствах у складі 14 591 родини. Густота населення становила 1898 осіб/км².  Було 24068 помешкань (791/км²).
Расовий склад населення:
| - 86,1 % — білих - 7,9 % — чорних або афроамериканців - 1,7 % — азіатів - 0,4 % — корінних американців - 1,0 % — осіб інших рас |

До двох чи більше рас належало 2,8 %. Частка іспаномовних становила 4,7 % від усіх жителів.
За віковим діапазоном населення розподілялося таким чином: 25,0 % — особи молодші 18 років, 58,9 % — особи у віці 18—64 років, 16,1 % — особи у віці 65 років та старші. Медіана віку мешканця становила 38,3 року. На 100 осіб жіночої статі у місті припадало 93,6 чоловіків;  на 100 жінок у віці від 18 років та старших — 90,9 чоловіків також старших 18 років.
Середній дохід на одне домашнє господарство  становив 57 084 долари США (медіана — 44 620), а середній дохід на одну сім'ю — 65 229 доларів (медіана — 52 119). Медіана доходів становила 46 665 доларів для чоловіків та 37 088 доларів для жінок. За межею бідності перебувало 20,1 % осіб, у тому числі 32,0 % дітей у віці до 18 років та 10,1 % осіб у віці 65 років та старших.
Цивільне працевлаштоване населення становило 22 558 осіб. Основні галузі зайнятості: освіта, охорона здоров'я та соціальна допомога — 20,9 %, виробництво — 15,2 %, роздрібна торгівля — 12,2 %, науковці, спеціалісти, менеджери — 10,8 %.